# ヴィーナスの水浴
『ヴィーナスの水浴』（ヴィーナスのすいよく、仏: Le Bain de Vénus, 英: The Bath of Venus）は、フランスのロココ期の巨匠フランソワ・ブーシェが1751年に制作した絵画である。油彩。水浴する美の女神ヴィーナスとキューピッドを描いている。ブーシェの代表的な神話画の1つで、対作品『ヴィーナスの化粧』（La Toilette de Vénus）とともに、フランス国王ルイ15世の寵姫として名高いポンパドゥール夫人の発注により制作された。現在はワシントンD.C.のナショナル・ギャラリーに所蔵されている。またサンクトペテルブルクのエルミタージュ美術館に本作品の構図習作が、個人コレクションに習作素描が所蔵されている。

## 制作背景
パリ近郊のムードンのベルビュー城は1750年から1757年までポンパドール夫人の住居であった。ブーシェはポンパドール夫人が特に気に入った画家であり、ベルビュー城の装飾のために多くの作品を制作した。その中には同じくナショナル・ギャラリーの『恋文』（Lettre d'amour）や、ウォレス・コレクションの『日の出』（Le Lever du Soleil）、『日没』（Coucher du Soleil）といった作品があった。

## 作品

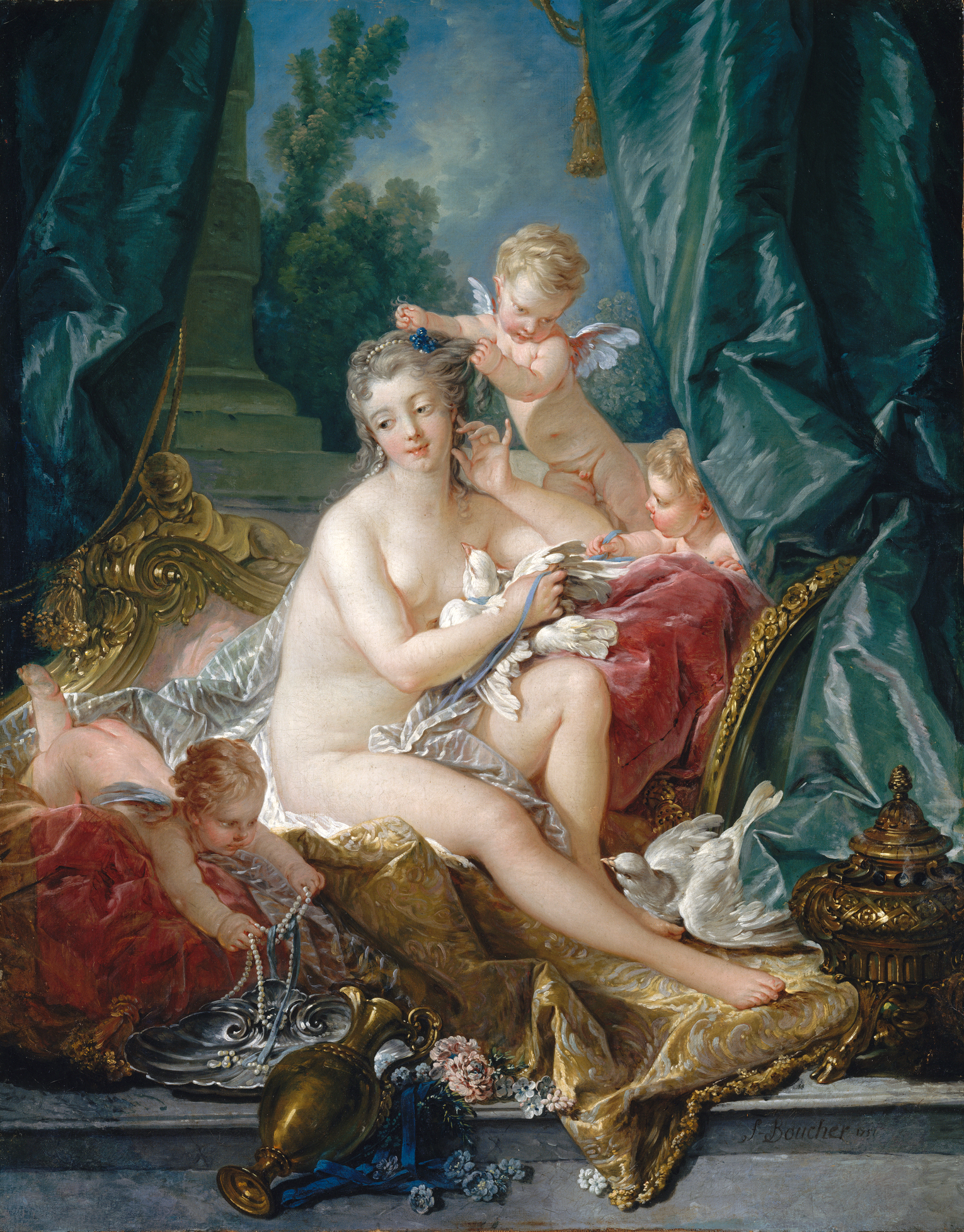
対作品『ヴィーナスの化粧』。メトロポリタン美術館所蔵。

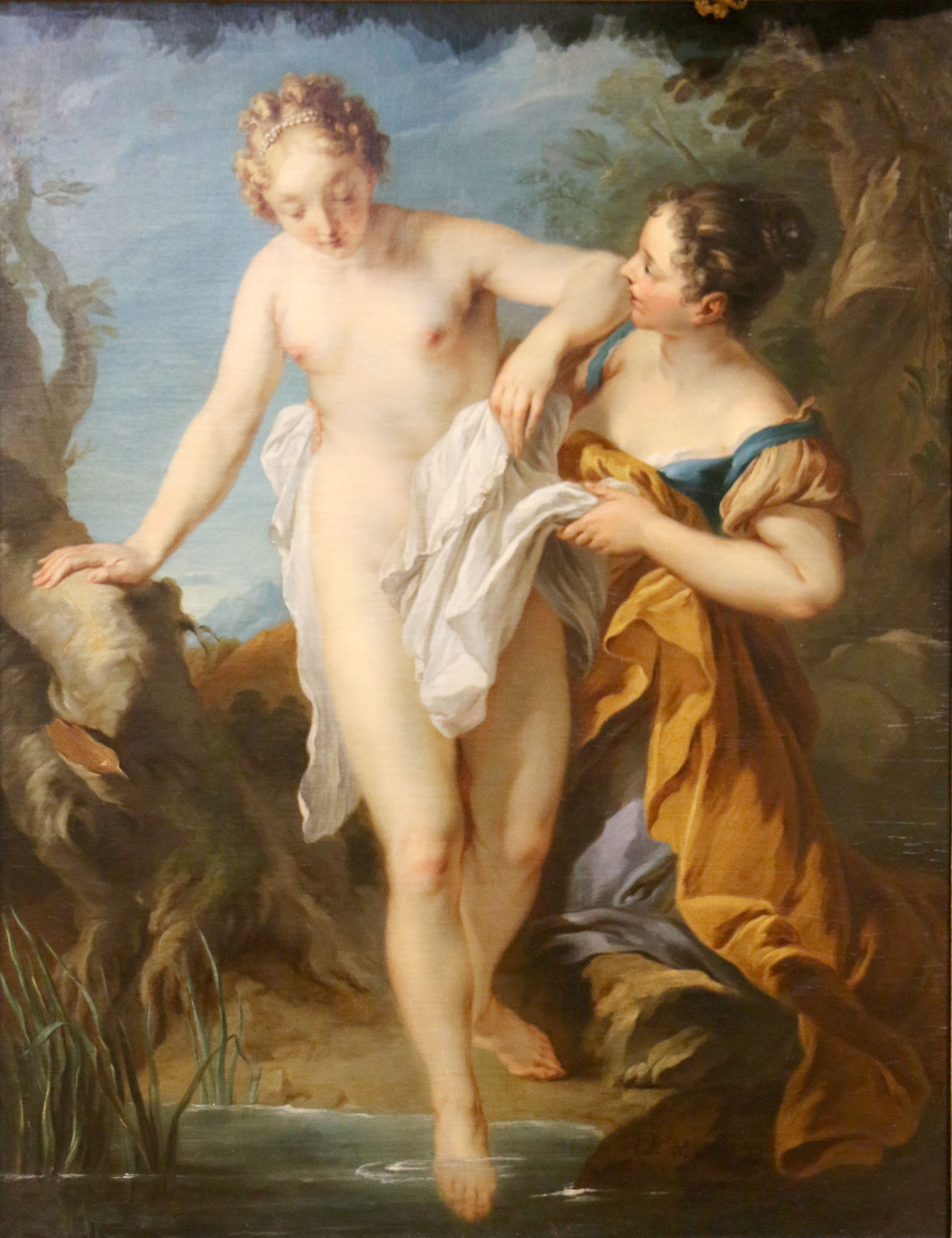
フランソワ・ルモワーヌの絵画『水浴する女性』。1725年のサロン出品作。一般的にルモワーヌがブーシェに与えた影響はほとんどないとされるが、本作品においてはその影響を指摘することができる。マルセイユ美術館所蔵。

ブーシェは緑豊かな奥深い森にある泉で水浴するヴィーナスとキューピッドを描いている。裸のヴィーナスはアッシュブロンドの髪を真珠で結び、泉のほとりに敷かれたドレーパリーの上に微笑みながら横臥している。幼いキューピッドは右足だけを水の中に入れている。その表情は水を恐れているように見える。しかし息子を入浴させたいと考えているヴィーナスは左手を伸ばしてキューピッドを抱き上げようとしており、2人のプットーがその様子を見守っている。この水に足を入れるキューピッドの着想源は、ブーシェの師フランソワ・ルモワーヌが1725年に制作した『水浴する女性』（Woman Bathing）に触発された可能性がある。画面右下にはヴィーナスの象徴である一対の白い鳩が描かれている。そのうちの1羽は葦の草むらまで伸ばした女神の右足に寄り添い、もう1羽はすぐそばで水浴びをしている。
構図は背景の緑と青に対して強調された若く美しいヴィーナスの白く柔らかな肌の輪郭を中心としている。キューピッドが不安定な姿勢で立っているのとは対照的に、ヴィーナスのゆったりとした姿勢は、女神がこの緑豊かな木陰の主神であるという考えを強化している。しかしその一方で女神は古代神話の文脈を失い、肉体的な美しさを鑑賞者に提示している。
対作品『ヴィーナスの水浴』と『ヴィーナスの化粧』はベルビュー城中庭の右側にあったコンシェルジュ別館（Pavillon de la Conciergerie）の3つの部屋からなる浴室のアパルトマン（appartement des bains）に設置された。両作品はそれぞれ左右の部屋の扉の上に設置され、どちらの絵画も中央の浴室（salle de bain）から見ることができた。一方の絵画では入浴しようとしているヴィーナスを描き、もう一方の絵画では化粧しているヴィーナスを描いており、ポンパドール夫人の浴室の装飾として両作品の主題は十分に適合している。またブーシェは両作品によって女神が自然の美しさに囲まれている屋外の風景と、豊かさの中で化粧している室内風景とを並置している。
本作品のヴィーナスはしばしばキューピッドの矢筒を取り上げようとしていると解釈される。一説によると1750年頃からブーシェのヴィーナス画に現れる『キューピッドの武装を解除するヴィーナス』の図像はポンパドール夫人とルイ15世の関係性の変化を表している可能性がある。このころ、ポンパドール夫人の健康状態の悪化などの理由から、2人の関係はプラトニックなものに変化しており、キューピッドの武装を解除する図像は自分に対するルイ15世の情熱を終わらせるための比喩として描かれたのではないかという。しかし『ヴィーナスの水浴』にせよ『ヴィーナスの化粧』にせよ、ヴィーナスの官能性は明白であり、そのような含意を与えることを意図していたかどうかは不明である。

## 来歴
両作品は1755年にベルビュー城に設置された。しかし絵画はベルビュー城に長く留まることはできず、1757年頃にベルビュー城の所有者がフランス王室になると取り除かれたと考えられている。ポンパドール夫人が1764年に死去すると、両作品は同年に作成された目録に記録されており、両作品はポンパドール夫人の弟であるマリニー侯爵アベル＝フランソワ・ポワソン・ド・ヴァンディエールに遺贈された。1782年にアベル＝フランソワが死去すると、絵画は別々に売却され、本作品は画家ジャン＝バティスタ＝ピエール・ルブランに購入された。その後、絵画はアルフレッド・ド・ロスチャイルドの手に渡り、1884年までにはバッキンガムシャー、ウェンドバーのハルトン・ハウスにあった。男爵の死後、絵画はカーゾン・オブ・ケドルストン侯爵夫人グレース・カーゾンに遺贈された。絵画は長年ダービーのケドレストン・ホールにあったが、1932年4月22日に侯爵夫人はニューヨークの美術商アメリカン・アート・アソシエーション＝アンダーソン・ギャラリー（American Art Association-Anderson Galleries）で売却。絵画を購入した銀行家チェスター・デールは1943年にナショナル・ギャラリーに寄贈した。

## ギャラリー
ベルビュー城のために制作された作品

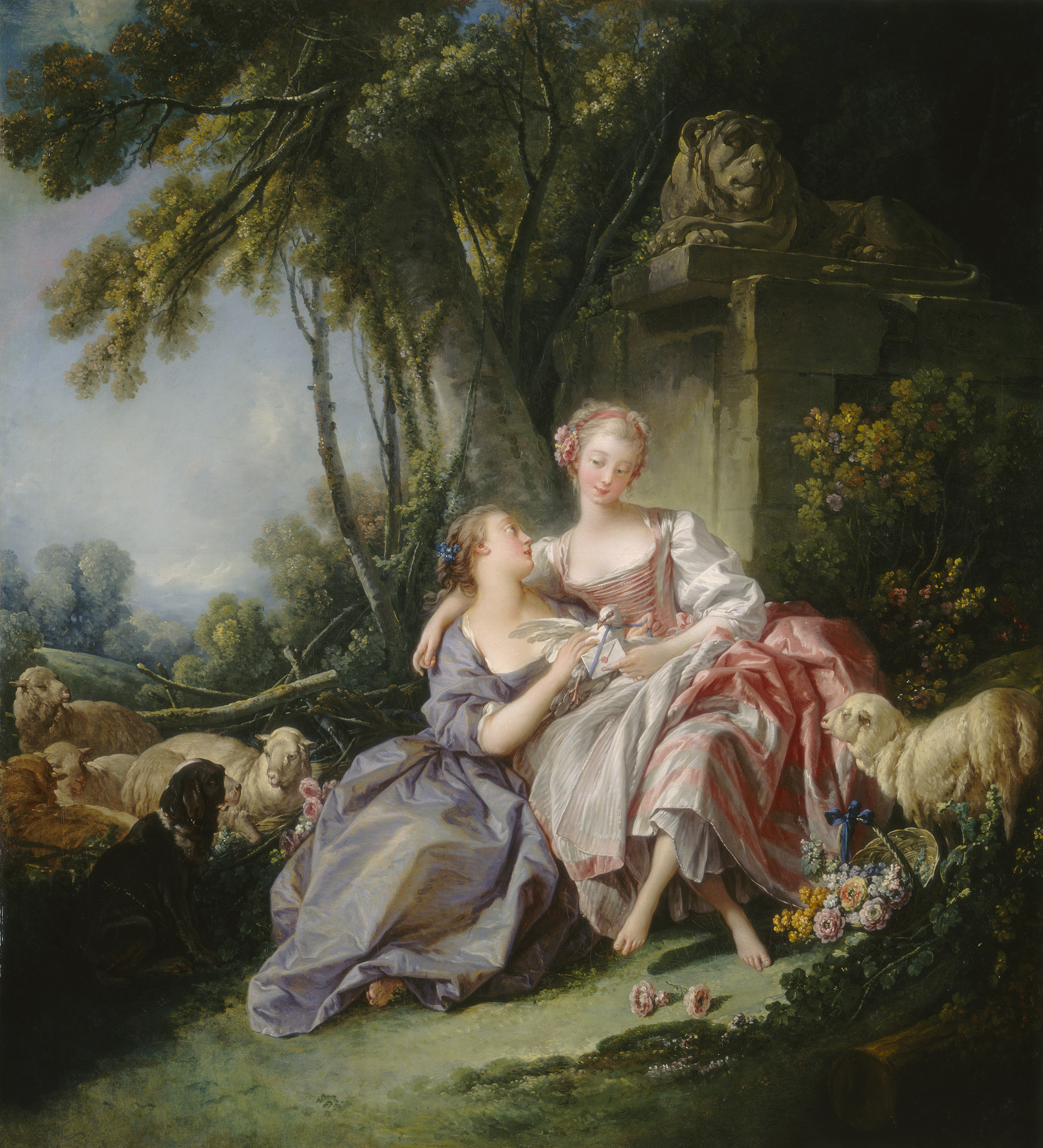
『恋文』1750年 ワシントン・ナショナル・ギャラリー所蔵
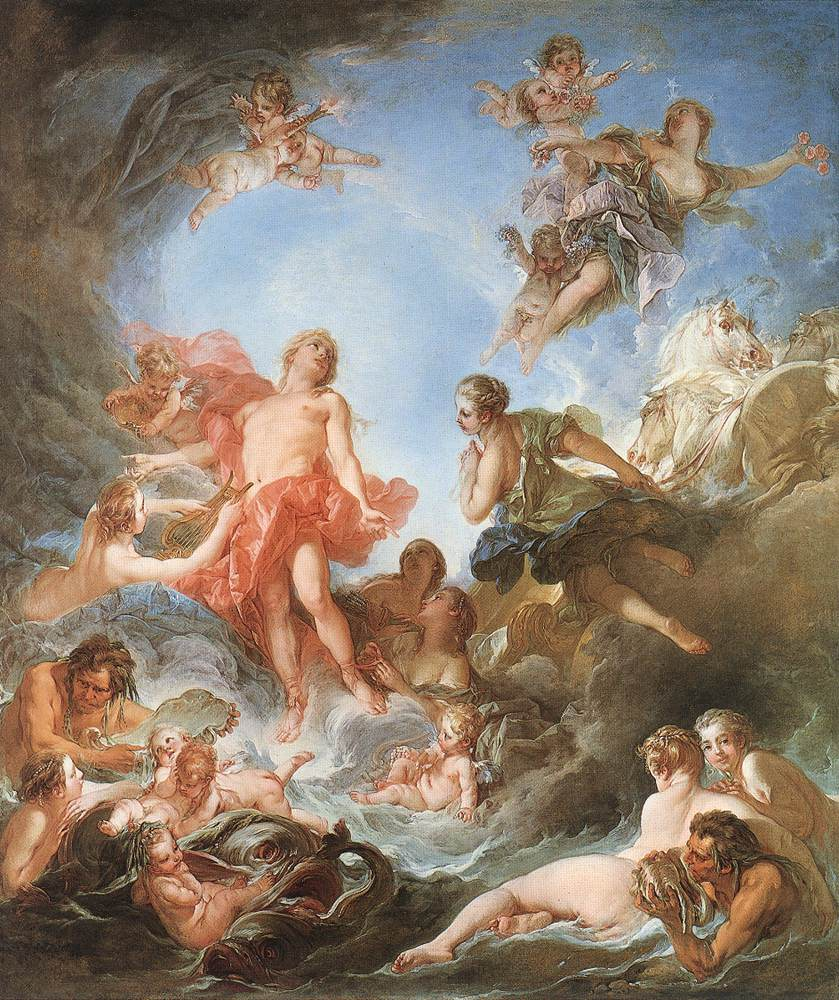
『日の出』1753年 ウォレス・コレクション所蔵
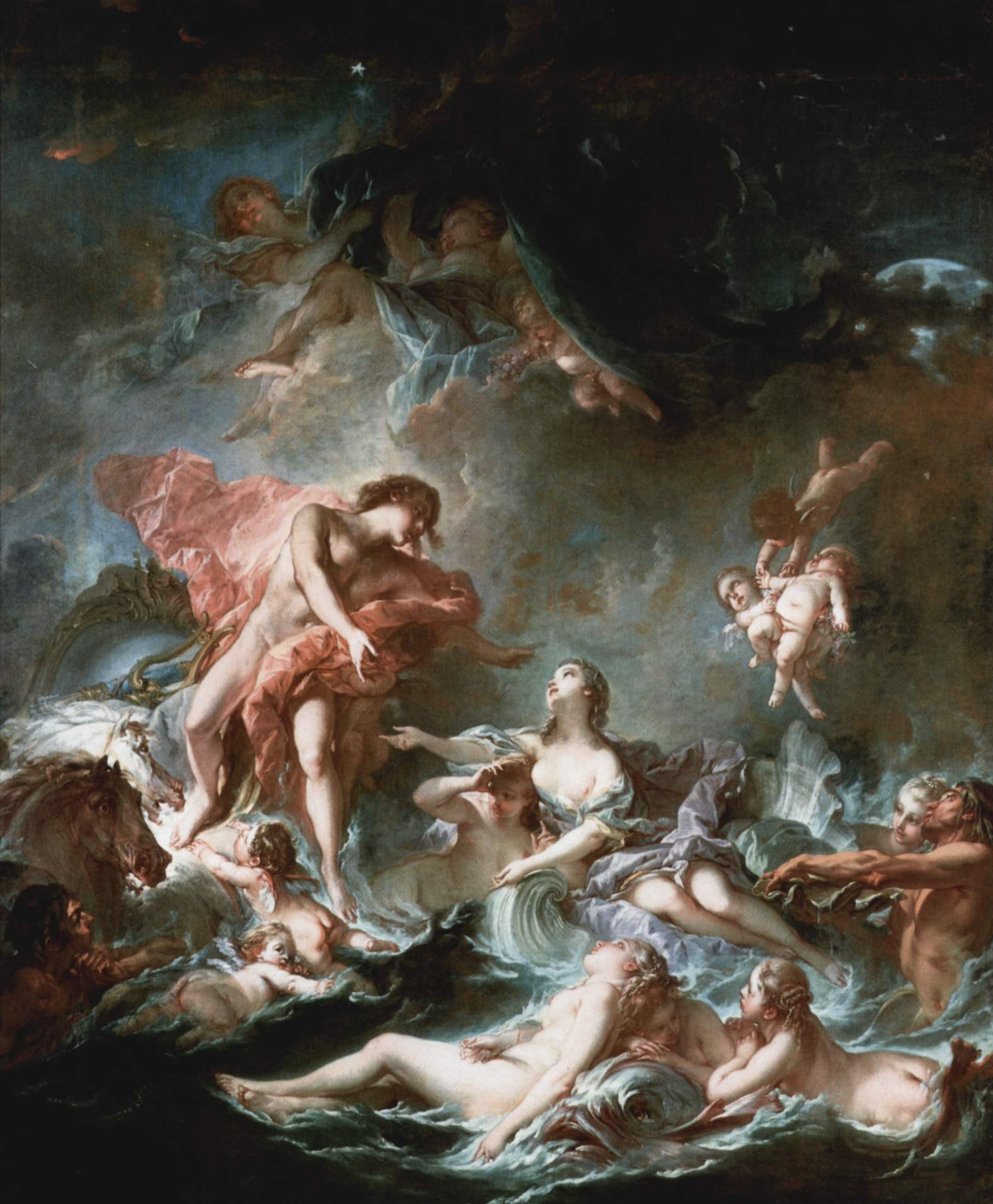
『日没』1753年 ウォレス・コレクション所蔵